# Планета
- Терестричке планете

Меркур, Венера, Земља, и Марс
- Планете џинови

Јупитер и Сатурн (гасовити џинови)
Уран и Нептун (ледени џинови)
Планета (од старогрчког ἀστήρ πλανήτης (astēr planētēs), или πλάνης ἀστήρ (plánēs astēr), што у преводу значи „лутајућа звезда”) је небеско тело које се креће елиптичном путањом око звезде. За разлику од звезда, планете немају властити извор енергије, тј. у њиховој унутрашњости не долази до нуклеарне фузије. Будући да постоји мноштво тела која круже око звезда, планетама сматрамо само оне значајнијих маса. Око планета круже мања тела која називамо месецима, пратиоцима или природним сателитима.
До почетка 1990-их било је познато 9 планета, све у нашем Сунчевом систему. Крајем 20. века развијене су методе проналажења планета око других звезда у блиском галактичком суседству, на удаљеностима од неколико светлосних година. Почетком 21. века технологија је великом брзином напредовала и планете се уз помоћ свемирских телескопа проналазе и на далеко већим удаљеностима. До сада (новембар 2015) је потврђено 1978 вансоларних планета у 1258 звезданих система (од којих 490 има више од једне планете), које се величином крећу од оних мало већих од Месеца па до гасовитих џинова два пута већих од Јупитера. Према једној студији из 2012. године процењује се да на сваку звезду у нашој галаксији долази 1,6 планета.
Сматра се да планете настају из протопланетарног диска, у процесу формирања звезданог система. Гас и прашина који круже око протозвезде згушњавају се у ротирајући диск у којем се стварају скупине честица. Ове скупине повећавају масу под утицајем гравитације, сударају се и формирају већа тела — астероиде и планете.
Назив планета долази од грчке речи планетес, што значи „луталица“. Назив је настао у време када су стари народи опажали да нека тела мењају свој положај на небеском своду, и назвали их звездама луталицама, или планетама.

## Унутрашњост соларног система
Осим Земље (коју древни људи нису сматрали планетом), све остале познате планете у Сунчевом систему су добиле назив према грчким и римским митским божанствима. Ипак, неки неевропски језици, попут кинеског, користе другачије називе. Сателити су такође добили називе према божанствима и ликовима из древне митологије или према Шекспировим драмама. Астероиди су добивали називе, према нахођењу оних који су их откривали, по било коме или било чему (али под условом да се усагласи са комисијом Интернационалне Астрономске Уније за номенклатуру). Чин именовања планета и њихових карактеристика је познат као планетарна номенклатура.

## Нова дефиниција планете Сунчевог система
Сунчев систем има осам планета, сврстаних у две групе:
- Унутрашње — стеновите планете (мањих димензија): Меркур, Венера, Земља и Марс;
- Спољашње — гасовито-ледене планете (већих димензија): Јупитер, Сатурн, Уран и Нептун.

На 26. годишњој скупштини Међународне астрономске уније (енгл. International Astronomical Union), одржаној 24. августа 2006. гласањем о Резолуцији 5А усвојена је нова дефиниција и категоризација планета Сунчевог система.
По њој:
- Планета је небеско тело које:
  - се налази у орбити око Сунца,
  - има довољну масу да сопственом гравитацијом надвлада силе чврстог тела тако да успостави хидростатичку равнотежу (готово округлог) облика,
  - и које је очистило околину своје орбите,
  - нема сопствену светлост и топлоту.[9][10]
- Патуљаста планета је небеско тело које:
  - се налази у орбити око Сунца,
  - има довољну масу да сопственом гравитацијом надвлада силе чврстог тела тако да успостави хидростатичку равнотежу (готово округлог) облика (с тим да ће даље одлуке прописати прецизнију границу и сврставати тело или у ову или у неку другу категорију),
  - није очистило околину своје орбите,
  - и које није сателит.
- Сви други објекти, осим сателита, који круже око Сунца ће се заједнички звати мала тела Сунчевог система.

## Планете у Сунчевом систему
Осим Земље, све планете у Сунчевом систему добили су имена по римским боговима.
Осам планета нашег Сунчевог система су (редом по удаљености од Сунца):
| Планета | Пречник екватора | Маса | Велика полуоса | Период револуције | Период ротације | Брзина револуције км/с | Гравитационо убрзање м/с2 | 2. Космичка брзина м/с | Густина кг/дм³ |
| ------- | ---------------- | ---- | -------------- | ----------------- | --------------- | ---------------------- | ------------------------- | ---------------------- | -------------- |
| Меркур  | 0,382            | 0,06 | 0,38           | 0,241             | 58,6            | 47,36                  | 3,70                      | 4,25                   | 5,43           |
| Венера  | 0,949            | 0,82 | 0,72           | 0,615             | -243            | 35,02                  | 8,87                      | 10,36                  | 5,24           |
| Земља   | 1,00             | 1,00 | 1,00           | 1,00              | 1,00            | 29,78                  | 9,81                      | 11,18                  | 5,51           |
| Марс    | 0,53             | 0,11 | 1,52           | 1,88              | 1,03            | 24,13                  | 3,71                      | 5,03                   | 3,93           |
| Јупитер | 11,2             | 318  | 5,20           | 11,86             | 0,414           | 13,05                  | 23,12                     | 59,5                   | 1,32           |
| Сатурн  | 9,41             | 95,2 | 9,54           | 29,46             | 0,426           | 9,64                   | 8,96                      | 35,5                   | 0,697          |
| Уран    | 3,98             | 14,6 | 19,19          | 84,01             | -0,718          | 6,81                   | 8,69                      | 21,3                   | 1,27           |
| Нептун  | 3,81             | 17,2 | 30,06          | 164,79            | 0,671           | 2,68                   | 11,15                     | 23,5                   | 1,64           |

Поједине особине и мере у горњој таблици су релативне у односу на планету Земљу, што значи да је: маса дата у масама Земље, велика полуоса у астрономским јединицама, период револуције у годинама, а период ротације у данима.
Након дугих расправа, које трају од првобитног открића Плутона 1930. године, консензусом астронома и новом дефиницијом планете, Плутон се више не сматра планетом. Плутон, наиме, сада спада у патуљасту планету, и узима се за прототип поткласе плутоида.

## Други објекти
Недавно је откривен објект, 90377 Седна, како орбитира око Сунца на удаљености оd 13 Tm (13 милијарди километара), три пута даље у односу на Плутон. Седна, која је добила назив према ескимском божанству Седни — „богињи мора“, је небеско тело пречника 1180-2360 km. Тај дијаметар је још непоуздан али се верује да чини 1/2 или 3/4 Плутоновог. Неки новински извори су већ прогласили Седну као десету планету, али то нису прихватили сви астрономи. Друга могућа планета је 90482 Орк, небеско тело са орбитом и масом приближно једнакој Плутоновој. Други кандидати су 50000 Кваоар и 20000 Варуна.
Неколико хипотетичких планета, попут Планете X која се налази наводно иза Плутонове орбите) или Вулкан за коју се мисли да орбитира унутар Меркурове орбите, су постављене у различита историјска времена, и биле су предмет интензивних истраживања која нису уродила плодом.

## Класификација планета
Астрономи се размимоилазе у мишљењу кад су у питању мале планете, какве су астероиди, комете и транс-нептунски објекти и велике (праве) планете. Планете у Сунчевом систему подељене су у категорије према саставу.
- Планете Земљиног типа или стеновите: планете сличне Земљи, састављене углавном од стена: Меркур, Венера, Земља, Марс
- Планете Јупитеровог типа или гасовити џинови: састављене највећим делом од гасовитог материјала: Јупитер, Сатурн, Уран и Нептун. Постоји и подгрупа гасовитих дивова које називамо уранским планетама.
- Ледене планете, које представљају трећу категорију планета, а које укључују небеска тела слична Плутону и која су састављена од леда. Овде би се још могла сврстати многобројна непланетарна небеска тела која представљају ледене месеце спољних планета Сунчевог система (нпр. Тритон).

Већим планетама у нашем звезданом систему сматрамо осам стеновитих и гасовитих планета. Статус Плутона дуго није био разрешен, неки су сматрали да је он планета, док је он по другима само највећи међу објектима Којперовог појаса. Решење овог проблема донела је резолуција Међународне астрономске уније и нова дефиниција планете, постигнута широким консензусом и након вишегодишњег рада.
Осам поменутих стеновитих и гасовитих планета су у суштини познате као велике планете. Церес је иницијално проглашен планетом након открића, али је потом рекласификован као астероид када је откривено још неколико сличних објеката. Многобројне откривене транс-нептунске објекте који су врло слични Плутону по орбити, величини и саставу по мишљењима многих треба редефинисати као мале планете. На пример Мајк Браун с Калтека је дао дефиницију планете: било које небеско тело у Сунчевом систему које је масивније од укупне масе свих осталих небеских тела у сличној орбити. Према овој дефиницији ни Плутон ни Седна не би требало да се убрајају у планете.
Многи сматрају да су Земља и њен Месец двострука (бинарна) планета из следећих разлога:
- Месец има 1,5 пута већи пречник од Плутона;
- Сунчева сила гравитације на Месецу је јача од Земљине силе гравитације на Мјесецу за око 2,2 пута.

Последња чињеница није јединствена у Сунчевом систему, али је необична за врло велике сателите. Остали сателити за које је Сунчева сила гравитације актуелно јача од примарне су:
- Последњи Јупитеров сателит (S/2003 J 2; с гравитацијом већом од примарне за фактор 1,5);
- Последњи Уранов сателит (S/2001 U 2; за фактор 1,2 );
- Два посљедња Нептунова сателита (S/2002 N 4 и S/2003 N 1; за фактор 2,1 );
- Поједини сателити астероида попут S/2001 (22) 1 Линус с фактором од 1,6 и S/1998 (45) 1 Мали принц с фактором од 2,8; S/1993 243 (1) Дактил с фактором од 1,3; и коначно, S/2001 (66391) 1 с врло великим фактором од 625).

## Планете

### Меркур
Меркур је осма по величини планета. Од Сунца је удаљен 57 милиона километара те око њега обиђе за 88 дана, пуно брже него Земља, а око своје осе за 55,7 дана. Температуре на површини се крећу од +430 °C по дану до -170 °C ноћу. Нема сателита. Меркур има прилично велико језгро што може бити последица удара неког тела у Меркур који му је у судару „одувао“ горње слојеве површине.

### Венера
Венера је планета чија је атмосфера састављена од 96% угљен-диоксида што је последица великог ефекта стакленика. Венера има два друга назива, Вечерњача и звезда Даница. Пречник планете је 12.100 km, по чему је веома слична Земљи. Од Сунца је удаљена 108,2 милиона километара, а око њега обиђе за 224,7 дана. Венера је најтоплија планета с 480 °C. Иако је удаљенија од Сунца него Меркур, она због великог ефекта стакленика има вишу температуру. Преко 85% површине је прекривено вулканима, а површином јој тече лава. Она, као ни Меркур, нема сателита.
Венеру је посетило 26 летилица: Венера 1, Маринер 2, Зонд 1, Венера 2-8, Маринер 10, Венера-9, Венера-10, Пионир Венера 1, 2, Венера 11-16, Вега 1, 2, Галилео и Магелан.

### Земља
Земља је једина планета на којој постоји живот, а атмосфера богата кисеоником омогућује стварање живота. Од Сунца је удаљена 149,6 милиона километара. Просечна температура је +14 °C, а пречник је 12.756 km. Једна година траје 365,26 дана. Земља има један природни сателит који се зове Месец. Стар је око 4430 милиона година. Његов пречник је 3476 km, и на ноћном небу је најсветлији објекат. Mare Orientale, највећи кратер на Месецу, има пречник од 965 km и не види се са Земље. Месец се годишње од Земље удаљи 5 cm, а један окрет око осе усклађен је с временом потребним да се окрене око Земље.

### Марс
Марс је планета која је упола мања од Земље. Њен пречник је 6800 km. Дан је готово исте дужине, али за обилазак око Сунца је потребно 686 дана. Марс је од Сунца удаљен 227,9 милиона километара, а просечна температура на површини је -50 °C. Марс има два сателита, Фобос и Деимос, два астероида која су се превише приближила Марсу те их је он заробио својом гравитацијом. Оба су неправилног облика. Vallis Marineris је необичан кратер који се протеже скоро на нешто више од половине Марса. На Марсу су радили ровери Спирит и Опортјунити који су своју мисију завршили, након више од 1,5 године истраживања.

## Вансоларне планете
Готово све до данас откривене вансоларне планете имају масе једнаке или веће од маса гасовитих џинова у Сунчевом систему. Такве планете је лакше открити, јер због њихове масе, односно гравитационог привлачења, остварују мерљиве учинке на кретање својих матичних звезда. Иако се претпоставља да би те планете физички могле бити сличне гасовитим џиновима Сунчевог система, још нема коначног одговора. Неке од таквих планета, откривених у последње време, имају врло елиптичне орбите које их доводе екстремно близу матичне звезде. Због тога је на њих много већи утицај звезданог ветра и зрачења, него на гасовите џинове у Сунчевом систему, чиме се поставља питање да ли су истог типа. Једна од вансоларних планета је и HD 188753 Ab, која се налази у сазвежђу Лабуд.
Већина откривених екстрасоларних планета (планета ван Сунчевог система, у другим сличним звезданим системима) има масу која је или једнака или већа од Јупитерове. Изузетак чине две планете откривене у орбити једне већ напола угашене звезде, остатка супернове званог пулсар с величином која се може поредити с величином терестријалних планета, те планета која орбитира око звезде Ми Жртвеника с масом која је за око 14 пута већа од Земљине.
Америчка НАСА развија програм за конструкцију вештачког сателита званог Земаљски трагач за планетама који би био у стању да открива планете с масама упоредивим с масама терестријалних планета. Учесталост појаве оваквих планета чини једну од променљивих у Дрејковој једначини, која процењује број ванземаљских, интелигентних и комуникативних цивилизација у нашој Галаксији.
Интерстеларне планете се крећу у интерстеларном простору. Оне везане гравитационим силама ни с једним соларним системом. До сада ни једна интерстеларна планета није откривена, а њихово постојање се сматра веродостојном хипотезом заснованом на компјутерским симулацијама порекла и еволуције планетарних система који често укључују формацију и накнадно избацивање небеских тела значајне масе.
Постоји минимум осциловања која данашња технологија може да открије. Могуће је открити екстрасоларне планете које су довољно велике и близу звезде да њихове осцилације могу бити приметљиви. Кад се направе напреднији телескопи постаће могуће да открију данашње хипотетичке мање и удаљеније планете.

## Формирање
Не зна се са сигурношћу како настају планете. Превалентна теорија је да су оне формиране током колапса небула са танким диском гаса и прашине. Протозвезда се формира у језгу, и она бива окружена ротирајућим протопланетарним диском. Путем акреције (процеса задржавајућих колизија) честице прашине диска постојано акумулирају масу и формирају све већа тела. Локалне концентрације масе познате као планетезимали се формирају, и тиме се убрзава процес акреције привлачењем додатног материјала дејством гравитационог привлачења. Те концентрације постају још гушће док не имплодирају услед дејства гравитације и тиме формирају протопланете. Након што планета достигне дијаметар који је већи од Месеца, она почне да акумулира проширену атмосферу, чиме се знатно убрзава процес сакупљања планетезимала дејством атмосферског повлачења.
Кад протозвезда довољно нарасте да се упали и да формира звезду, преостали диск бива уклоњен идући од унутрашњости дејством фотоевапорације, соларног ветра, Појнтинг–Робертсоновог повлачења и других ефеката. Након тога још увек може да буде много протопланета у орбити око звијезде или које круже једне око других, али с временом ће се многе сударити, чиме се било формирају веће планете, или се ослобађа материјал који друге веће протопланете или планете апсорбују. Објекти који су постали довољно масивни ће преузети највећи део материје у њиховој орбиталној околини и постаће планете. Протопланете које избегну колизије могу да постану природни сателити планета путем процеса гравитационог хватања, или ће остати у појасевима других објеката да би постале било патуљасте планете или мала тела.
Енергетски импакти малих планетезимала (као и радиоактивни распад) загревају растућу планету, узрокујући да се она бар делимично отопи. Унутрашњост планете почиње да се разликује по маси, развијајући гушћу срж. Мале терестријалне планете губе највећи део њихових атмосфера због акреције, мада изгубљени гасови могу да буду замењени накнадним сударима са кометама. (Мале планете губе сву атмосферу коју су задобиле.)
Са откривањем и посматрањем планетарних система око других звезда, постаје могуће да се разради, преиначи или чак замијени ово гледиште. Ниво металности — један астрономски термин којим се описује обиље хемијских елемената са атомским бројем већим од 2 (хелијума) — се сматра да одређује вероватноћу да звезда има планете. Стога се сматра да је за звезду популације I богате металом вероватније да има знатнији планетарни систем од звезде популације II са мало метала.

### Планетарни атрибути
| Тип           | Тип           | Име     | Екваторијални дијаметар | Маса  | Велика полуоса (АУ) | Орбитални период (година) | Инклинација према екватор Сунца (°) | Ексцентрицитет орбите | Период ротације (дана) | Потврђени Природни сателити | Нагиб осе | Прстенови | Атмосфера |
| ------------- | ------------- | ------- | ----------------------- | ----- | ------------------- | ------------------------- | ----------------------------------- | --------------------- | ---------------------- | --------------------------- | --------- | --------- | --------- |
| Терестријална | Терестријална | Меркур  | 0.382                   | 0.06  | 0.39                | 0.24                      | 3.38                                | 0.206                 | 58.64                  | 0                           | 0.04°     | не        | минимална |
| Терестријална | Терестријална | Венера  | 0.949                   | 0.82  | 0.72                | 0.62                      | 3.86                                | 0.007                 | −243.02                | 0                           | 177.36°   | не        | 2, 2      |
| Терестријална | Терестријална | Земља   | 1.00                    | 1.00  | 1.00                | 1.00                      | 7.25                                | 0.017                 | 1.00                   | 1                           | 23.44°    | не        | 2, 2,     |
| Терестријална | Терестријална | Марс    | 0.532                   | 0.11  | 1.52                | 1.88                      | 5.65                                | 0.093                 | 1.03                   | 2                           | 25.19°    | не        | 2, 2,     |
| Џин           | Гас           | Јупитер | 11.209                  | 317.8 | 5.20                | 11.86                     | 6.09                                | 0.048                 | 0.41                   | 67                          | 3.13°     | да        | 2,        |
| Џин           | Гас           | Сатурн  | 9.449                   | 95.2  | 9.54                | 29.46                     | 5.51                                | 0.054                 | 0.43                   | 62                          | 26.73°    | да        | 2,        |
| Џин           | Лед           | Уран    | 4.007                   | 14.6  | 19.22               | 84.01                     | 6.48                                | 0.047                 | −0.72                  | 27                          | 97.77°    | да        | 2, 4      |
| Џин           | Лед           | Нептун  | 3.883                   | 17.2  | 30.06               | 164.8                     | 6.43                                | 0.009                 | 0.67                   | 14                          | 28.32°    | да        | 2, 4      |